# Infraroodfotografie
Infraroodfotografie is het vastleggen van beelden in het infrarode deel van
het elektromagnetisch spectrum met een infraroodcamera.

## Camera's
Met vrijwel alle analoge camera's kunnen, meestal in combinatie met een filter, infraroodopnamen worden gemaakt.
De meeste digitale cameramerken gebruiken een IR-filter over de sensor, zodat IR-beelden niet kunnen worden vastgelegd.
Dit wordt gedaan om ruis in het beeld door niet zichtbaar licht te voorkomen.

## Het infrarode gebied
Het elektromagnetisch spectrum bestaat uit golven van verschillende lengtes. De voor het menselijk oog zichtbare golflengtes bevinden zich tussen 380 nm (violet) en 720 nm (rood). In de normale infraroodfotografie wordt het zgn. NIR (nabije infrarood) gebruikt. Deze golven hebben de lengtes van ca 720 tot 1000 nm. Het verre infrarood dat o.a. gebruikt wordt om warmtebeelden te creëren ligt daar ver buiten. Deze laatste straling wordt o.a. gebruikt in de ruimtevaart, astronomie en in opsporingsdetectieapparatuur.
De waarneming in de NIR wordt vertaald in een voor het menselijk oog zichtbaar beeld via een computer. Een dergelijk beeld kan er vreemd uitzien. Zo wordt vaak de blauwe lucht zwart of erg donker en het gebladerte wit of erg licht afgebeeld na bewerking in een fotografisch softwareprogramma. Het geeft wel een idee hoe de wereld eruit zou zien indien wij het infrarode licht zelf zouden kunnen waarnemen.

## zwart-wit- of kleurenfilm
Voor beide films geldt dat instelling van de scherpte moet worden aangepast, maar omdat ook zichtbaar licht wordt geregistreerd zullen opnamen nooit gestoken scherp zijn.

### zwart-witfilm
Er zijn meerdere zwartwit negatief films gefabriceerd, een van de bekendste is de Kodak High Speed Infrared film, 
door de hoge gevoeligheid is de film vrij korrelig.
De grijswaarden van de infrarood zwart-witfilm, gebruikt in comibinatie met een infrarood filter laten vooral zien dat levend groen
veel infrarood reflecteerd, al het levend groen wordt licht afgebeeld. Omdat infrarood gemakkelijk door nevel en wolken dringt en
de blauwe lucht door het gebruikte filter wordt onderdrukt zullen bewolkte luchten sterke contrasten te zien geven.

### kleurenfilm
Een van de meest gebruikte films was de Ektachrome infrared film.
De kleuren van de infrarood film geven zogenaamde valse kleuren, het zijn niet de kleuren zoals waargenomen zouden kunnen
worden als het menselijk oog geschikt was voor infraroodlicht.
Afhankelijk van het gebruikte filter worden de kleuren weergegeven, standaard wordt een geelfilter gebruikt daarbij wordt infrarood (levend groen!) rood, 
rood wordt groen, groen wordt blauw en blauw wordt zwart.

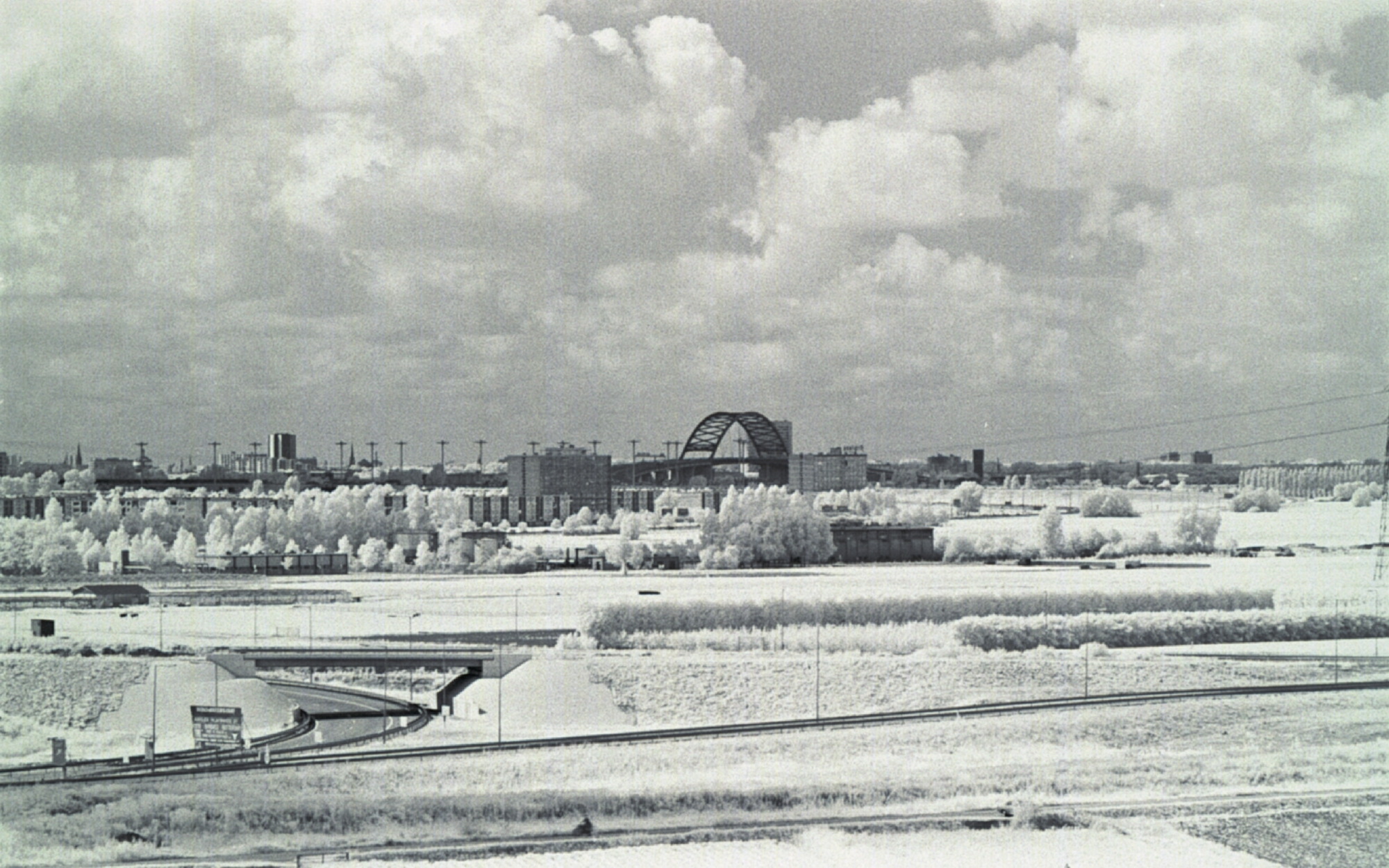
zwart-wit Infrarood foto rijkswegen
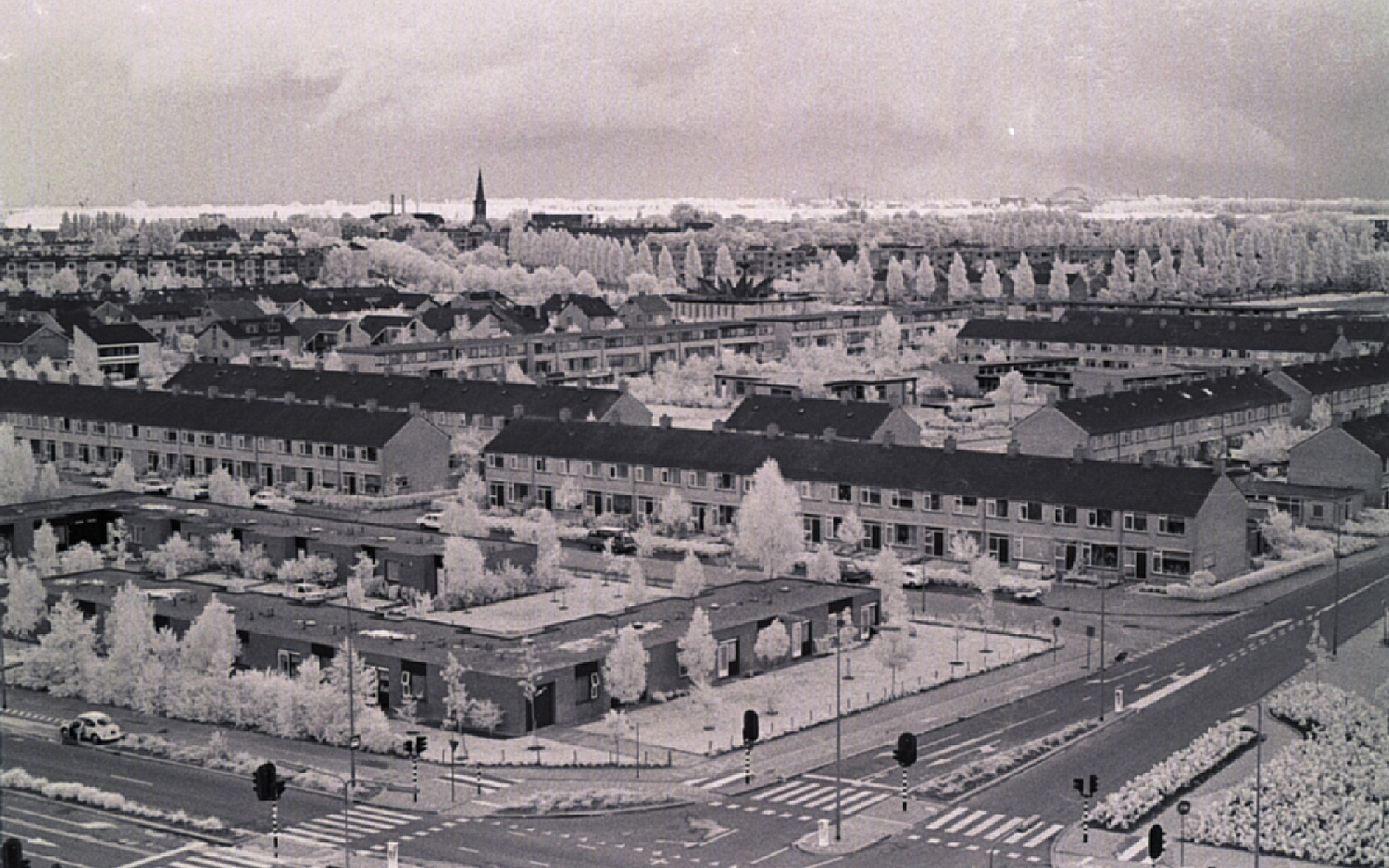
zwart-wit Infrarood foto woonwijk
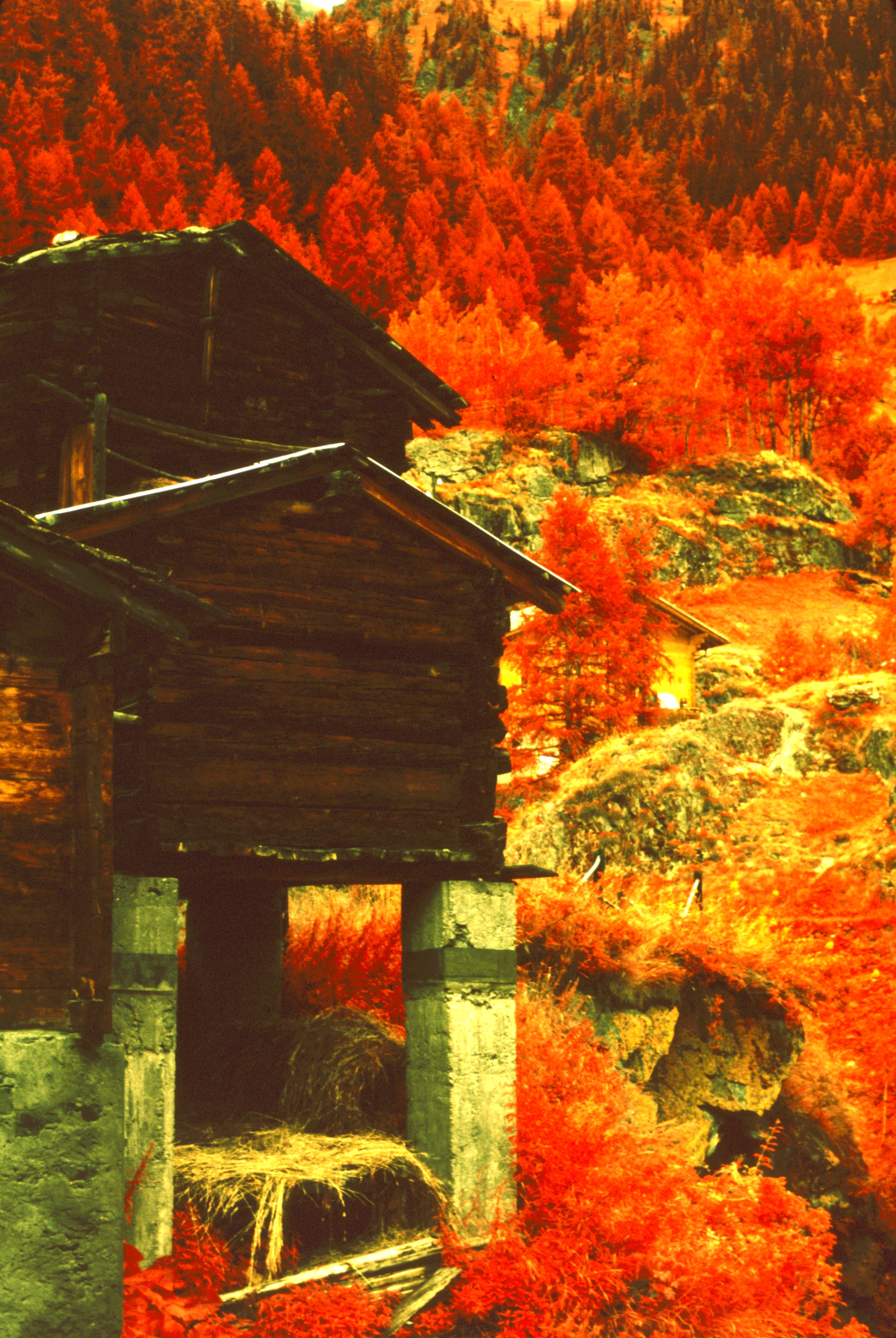
Blatten infrarood 1976, bij zonnig weer
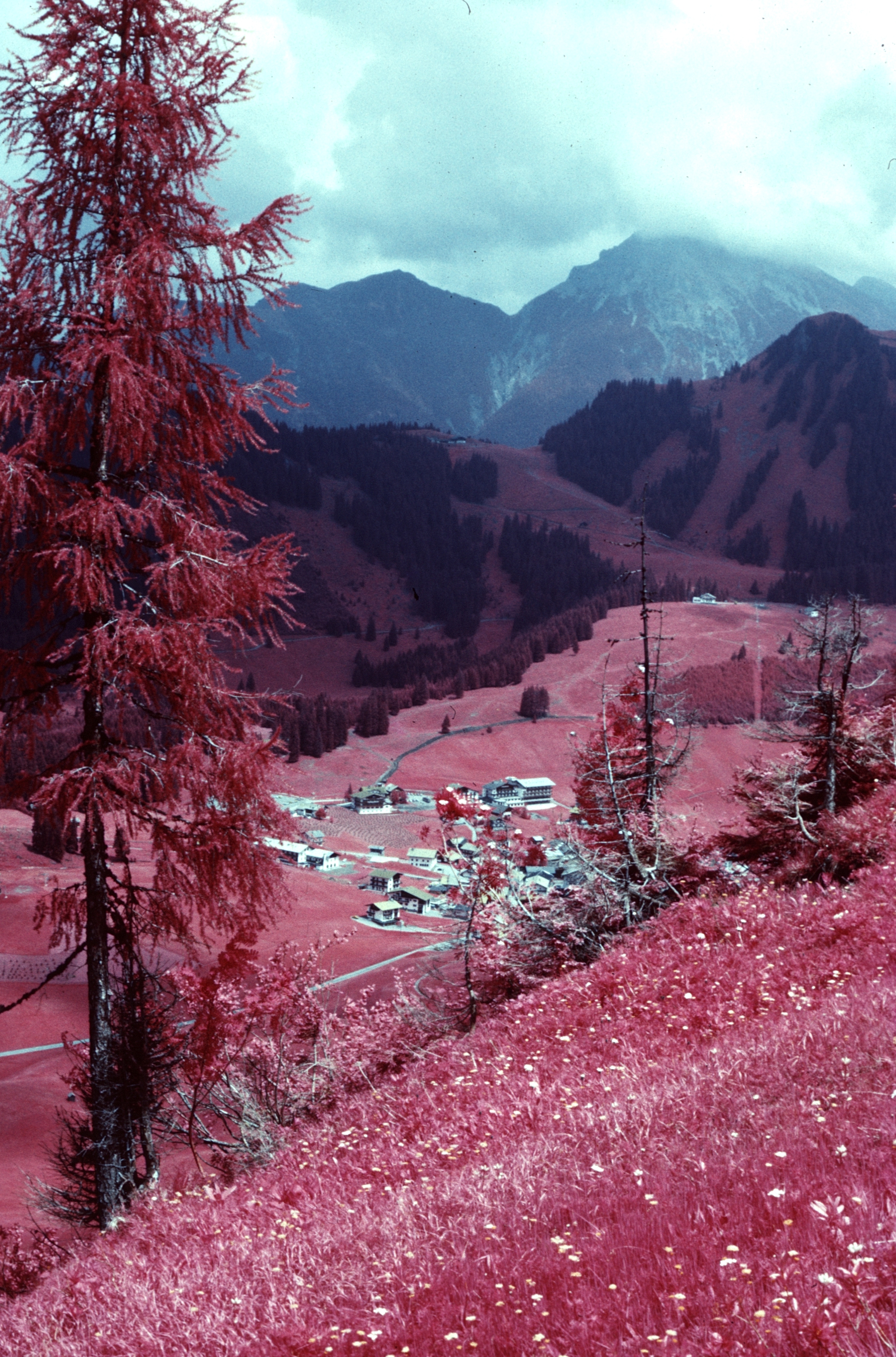
Infra rood 1976, bij bewolkt weer
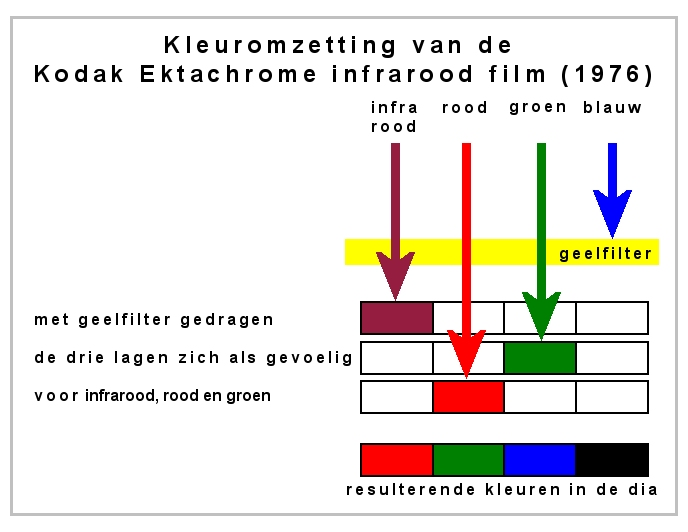
Infrarood kleuromzetting ektachrome diafilm